# Plataforma Aturem la Guerra
La Plataforma Aturem la Guerra és un moviment pacificat-antimilitarista que va néixer el 26 de setembre de 2002 i té com a objectiu acabar amb els diversos conflictes armats arreu del món. Com la pròpia plataforma defineix, és un col·lectiu de persones, de funcionament assembleari i amb nodrida presència juvenil, que entenien que era una necessitat organitzar-se i donar respostes ciutadanes contra la guerra o qualsevol altra agressió a un país.

## Història
La plataforma es va començar a gestar en les mobilitzacions contra la Primera Guerra del Golf (1991), però no va aparèixer oficialment fins al 2002. Va ser durant la Guerra de Kosovo que es va constituir com a plataforma unitària contra la guerra i va prendre el nom que té. Amb tot, les aportacions més multitudinàries a l'estat espanyol van ser al 2003, quan la plataforma es manifestava contra la Guerra de l'Iraq. Aquestes mobilitzacions van ser les que van generar major creixement i canvi en aquesta plataforma.
Ja des dels seus orígens en la Plataforma Aturem la Guerra es van manifestar dues postures diferenciades respecte al sistema polític. Per un cantó hi havia un ampli sector compost principalment per sindicats majoritaris com UGT o CCOO i partits polítics d'esquerra que defensaven la idea de participar en el sistema polític. Precisament, el major suport que ha rebut la plataforma ha sigut del PSOE; amb la participació del partit polític, la Plataforma va tenir molta presència als mitjans de comunicació i així es va poder donar a conéixer millor. Aquesta postura es pot veure reflectida en afirmacions com: “S'ha d'expressar al carrer el ‘no a la guerra’ però també és necessari en la política i la cultura” (afirmació d'un activista de la plataforma). I per altra banda, hi havia un sector compost per sindicats minoritaris i altres col·lectius heterogenis que defensaven la postura de rebuig de la participació del sistema polític, ja que el veien ineficaç, de manera que proposaven accions de desobediència civil.

## Mobilitzacions

### Manifestació a Barcelona contra la Guerra d'Iraq (15F)

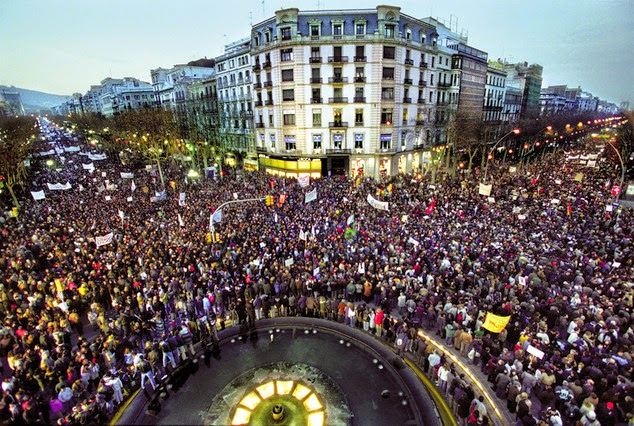
Manifestació 15F contra la invasió d'Iraq a Barcelona.

Al 2003, a través de la Plataforma Aturem la Guerra i altres xarxes interrelacionades (com assemblees d'estudiants, assemblees locals i de barris, etc.) es va articular la que possiblement és la protesta més nombrosa des de la Transició. A diferència d'altres llocs de l'estat espanyol, a Catalunya el pes d'aquesta mobilització mai va estar en mans de les organitzacions polítiques de l'esquerra tradicional (partits o sindicats), sinó que els grups més mobilitzats van ser col·lectius i moviments socials formats en la última dècada.
És important destacar, en referència a l'espectre polític d'aquesta campanya que va impulsar “Aturem la Guerra” contra la guerra d'Iraq, que les mobilitzacions eren abraçades per totes les tendències polítiques i socials excepte el Partit Popular (PP). Per tant, en una assemblea de la Plataforma es podia trobar un okupa i un representant de Convergència i Unió (CIU). De fet, el funcionament de la Plataforma, malgrat la presència de partits polítics, va ser més similar al d'una assemblea de ciutadans, treballant, amb totes les dificultats que això suposa, el consens i acord i funcionant com una xarxa.
En aquest cas concret, el desencadenant de la implicació de la Plataforma i de totes les mobilitzacions dutes a terme van ser les decisions preses per part del president del govern espanyol d'aquell moment de recolzar les polítiques dels Estats Units i, per tant, envair Iraq. Decisions preses amb una mínima legitimació, ja que el 91% de la població es va manifestar en contra. Per tant, el que es demanava per part de la Plataforma era la retirada del recolzament d'Espanya als plans dels EUA i la dimissió del president del govern, Jose Maria Aznar.
La manifestació a Barcelona, duta a terme el 15 de febrer de 2003, va atapeir els carrers de la capital catalana amb més d'un milió de persones (algunes fonts parlen de 2 milions) que protestaven contra aquesta intervenció militar nord-americana. La gent es va manifestar pacíficament i de manera festiva pel centre de Barcelona col·lapsant-lo entre crits de “Guerra no!” i protestes per la política de govern de José Maria Aznar. Malgrat el bloqueig humà i que la capçalera de la manifestació va tardar més de tres hores en completar el recorregut, no es van produir incidents i es va acabar amb la lectura del manifest previst amb el que es condemnava “qualsevol atac o intervenció militar a Iraq, encara que sigui amb l'autorització de l'ONU”. Finalment, alguns dels manifestants van simular ser víctimes d'atacs aeris juntament amb les sirenes que acostumen a sonar quan es vol advertir a la població civil dels bombardejos dels enemics.
Aquesta protesta es va realitzar alhora que moltes altres mobilitzacions arreu del planeta donant lloc a la major protesta internacional de la història, contant amb la manifestació de Roma en la que van participar unes 3 milions de persones, o les de Londres i Madrid amb més d'un milió cada una, a part de les marxes en unes altres 600 ciutats (algunes de desenes i altres de cents de milers de persones). Precisament aquells països els governs dels quals havien donat suport a les polítiques dels Estats Units van ser on es van donar les protestes més multitudinàries.

### Altres mobilitzacions
- Contra la Guerra de l'Afganistan.[15][16]
- A favor de Palestina i contra els assentaments israelians (2006-2014).[17]
- Contra la Guerra de Siria (2011-2017).[18]

## Organització i funcionament de la plataforma
La Plataforma Aturem la Guerra està integrada per centenars d'entitats i persones independents () de caires molt diversos. Hi ha entitats feministes (com l'Associació de Dones Ecofeministes o Dones x Dones), ecologistes (com la Federació d'Ecologistes o Acció Ecologista), gremis (Arquitectes sense Fronteres o la Cooperativa Gregal), institucions (com l'Ajuntament de Barcelona o el de Molins de Rei), partits polítics (com ICV, el PCC o ERC), universitats (com la UAB, la UB, la UPC o la UPF), associacions de veïns, agrupaments i col·lectius, i molts altres exemples. Altres personalitats conegudes que s'han adherit a la plataforma són, a tall d'exemple, Ada Colau (Alcandessa de Barcelona) i Arcadi Oliveres (Professor d'Economia a la UAB).
Respecte l'organització, la plataforma funciona gràcies a la participació de persones activistes que s'organitzen mitjançant assemblees obertes, de manera que les decisions es prenen per consens i no tenen personalitat jurídica. El nombre de participants és flucturant, per exemple, al 2003 va ser un període d'alta activitat i afiliació a l'entitat i les assemblees rondaven el centenar de persones.

## Crítiques a la plataforma
La Plataforma Aturem la guerra ha estat criticada per diversos motius:
- En termes de gènere es critica que les comissions més tècniques i de caràcter més invisible en aquesta plataforma van ser protagonitzades per dones, destacant la comissió de material de la Plataforma que estava formada per 8 dones. En canvi, la presència masculina era majoritària en les comissions que organitzaven les accions directes.[2]

- Per no manifestar-se contra totes les guerres i, per tant, no sortir al carrer davant guerres i repressions com les del Sàhara, Kurdistan, Congo i Darfur.[4]

- Per ser considerada un mitjà a través del qual els partits polítics (excepte el PP) es van beneficiar.[21]